# Дяволското гърло
Вижте пояснителната страница за други значения на Дяволското гърло.
Дяволското гърло е пещера в Родопите, община Девин.

## Местонахождение
Пещерата е разположена на 1,5 km северно от село Триград в Триградското ждрело в Родопите.

## Име
Името на пещерата идва от формата на бившия вход (сега – изход), наподобяващ дяволска глава. Старото ѝ име е Клокотник и идва от чуващия се на входа на пещерата грохот от вода.
Другата теория за произхода на името на пещерата е, че много деца са губили живота си в нея.

## Откриване и изследване
Първият опит за проникване в пещерата е направен през 1962 г. от Радостин Чомаков, Никола Корчев и Елена Пъдарева. Тримата алпинисти достигат до Голямата зала на пропастта, след което правят опит да продължат надолу по пътя на реката. Недостигът на екипировка, както и липсата на опит осуетяват по-нататъшното проникване в пропастта.
Дяволското гърло е пропастна пещера, която е формирана вследствие на пропадането на земните пластове. Основната ѝ част е заета от голяма зала, в която се намира най-високият подземен водопад на Балканския полуостров.
Пещерата се е получила от река, падаща под земята от 42 m височина, образувайки огромна зала, наречена „Бучащата зала“. Дължината ѝ е 110 m, ширината – 40 m, а височината ѝ достига до 35 m. Това е най-голямата зала в българските пещери след входната зала на Деветашката пещера – в нея може да се побере напр. катедралата „Св. Александър Невски“. В пещерата се влиза през изкуствена галерия с дължина 150 m, през която се достига до основата на водното течение. Оттук 301 стъпала нагоре извеждат покрай подземния водопад през стария вход до повърхността. На близо 400 m от входа на „Дяволското гърло“ водите на подземнотечащата река се губят в сифон-галерия. Дължината на сифона е повече от 150 m, а след него по 60-метрова галерия подземната река напуска пещерата и излиза отново на повърхността през пещера.

## Прилепите в пещера „Дяволското гърло“
В България се радваме на 33 от срещащите се в Европа 35 вида прилепи. Всички те са строго защитени от Закона за биологичното разнообразие на територията на цялата страна.
Дяволското гърло дава убежище на 4 вида прилепи, които обитават пещерата през различните сезони. Чрез наблюдения и улови с мрежи са установени :
- Голям подковонос (Rhinolophus ferrumequinum)
- Малък подковонос (Rhinolophus hipposideros)
- Дългопръст нощник (Myotis cappaccinii)
- Дългокрил прилеп (Miniopterus schreibersii)

В тази пещера зимува най-голямата в България и на Балканите колония на пещерен дългокрил прилеп (Miniopterus schreibersii).
В Дяволското гърло зимува колония от над 35 000 екземпляра  от видовете пещерен дългокрил и дългопръст нощник, включени в Световния червен списък. Останалите два вида, обитаващи Дяволското гърло – големият и малкият подковонос, са сред приоритетните за опазване за цяла Европа. Така Дяволското гърло попада в числото на най-значимите прилепни убежища в България.

## Туризъм
- Пещерата Дяволското гърло е сред Стоте национални туристически обекта на Български туристически съюз под номер 88 (има печат).
- Пещерата е благоустроена – електрифицирана е, стълбите край бучащите води на подземния водопад са обезопасени с бетонен парапет.
- Дължината на пещерата е 1 km, маршрутът за туристи – 350 m. Температурата в пещерата е около +8 °C.

## Легенди
Дяволското гърло дава начало на различни легенди от времето на траките. Една от тях говори, че именно тук Орфей се спуска в подземното царство на Хадес, за да спаси любимата си – Евридика.

## Галерия
- Снимки от пещерата Дяволско гърло